# Критикон
«Критикон» (исп. El Criticón) — философский роман испанского писателя Бальтасара Грасиана, три части которого были впервые опубликованы в 1651, 1653 и 1657 годах. Одно из первых литературных произведений Нового времени, включающее элементы робинзонады. Роман обрёл широкую известность, но начиная со второй половины XVIII века был практически забыт.

## Содержание
«Критикон» представляет собой аллегорический роман, соединение дидактических мотивов с метафорическим сюжетом, так что каждый «кризис» (глава) предполагает двойное прочтение. По словам литературоведа Л. Пинского, речь идёт «об универсальном, свободном от чего-либо только индивидуального, об отвлечённом от всего лишь „собственного“, случайного, о родовом, как само слово „человек“, содержании романа».
В первой части, озаглавленной «Весна детства и лето юности», главные герои, Критило и Андренио, встречаются в море и рассказывают друг другу о своих жизненных перипетиях. Андренио, как выясняется, появился на свет на необитаемом острове и был вскормлен самкой зверя. Герои отправляются в Испанию, во второй части («Осень зрелости, её разумная, зрелая философия») путешествуют по землям Арагона и Франции, а в третьей части («Зима старости») приезжают в Рим, где умирают и обретают бессмертие. Таким образом, роман можно трактовать как аллегорическое описание человеческой жизни.

## Публикация и восприятие
Первую часть романа Бальтасар Грасиан опубликовал в 1651 году в Сарагосе за свой счёт под псевдонимом Гарсиа де Марлонес. Вторая часть вышла в 1653 году в Уэске, третья — в 1657 году в Мадриде (обе под псевдонимом Лоренсо Грасиан, под которым переиздавалась и первая часть).
Первая часть имела успех у читателей, в связи с чем переиздавалась в 1656 и 1658 годах. При этом некоторые критики писали, что Грасиан, прежде писавший серьёзные труды, теперь ищет дешёвой популярности. Вторая часть вызвала недовольство руководства иезуитского ордена, в котором состоял автор. После выхода третьей книги Грасиана лишили кафедры в сарагосской коллегии и приговорили к строгому покаянию. Он умер в ссылке спустя всего год.
В конце XVII — первой половине XVIII века «Критикон» был очень популярен по всей Европе. Вышло 21 переводное издание: в 1681 году роман впервые перевели на английский язык, в 1696 — на французский, в 1708 — на немецкий, в 1742 — на русский. Наибольшую популярность роман обрёл во Франции, где он повлиял на Фенелона («Приключения Телемака»), Монтескьё («Персидские письма»), Вольтера («Кандид»). Во многом под влиянием «Критикона» Гёте создавал свою трилогию о Вильгельме Мейстере. В британской литературе ближе всего к Грасиану Джонатан Свифт («Приключения Гулливера»). В целом в европейской литературе победила другая концепция романа, восходящая к Сервантесу, так что с середины XVIII века «Критикон» был практически забыт.
Исследователи видят связь «Критикона» с древнегреческим эпосом (в частности, с «Одиссеей», герой которой вынужден преодолевать опасности во время путешествия), с эллинистическим романом — в первую очередь, с «Эфиопикой» Гелиодора. История о жизни Андренио на необитаемом острове — первая для романа Нового времени «робинзонада», которая может быть связана с мавританскими легендами и с «Деяниями рыцаря Перегрина».